# 趙與治
趙與治（1520年—1607年），字道隆，號小峰，直隸常州府江陰縣人，民籍，明朝政治人物。

## 生平
嘉靖二十八年（1549年）己酉科應天府鄉試第四十四名舉人。嘉靖三十二年（1553年）中式癸丑科二甲第四十名進士。房師胡正蒙。兵部观政，授山东曹州知州，丁忧，起复补四川广安州。迁襄阳府同知、南京户部员外郎，转兵部武选司。聞母病归，屢荐不起。家徒壁立，布衣蔬食，往来城郭，只有一平头奴跟随，遇見者不知他是五品官。年八十八卒，无子，家产微薄不能具丧葬，兵使蔡献臣为他经纪丧事。

## 家族
曾祖趙煜，壽官；祖父趙堪，歲貢生；父趙鐘，通判。母徐氏。兄趙與淳（生员）、赵与澄（生员）、弟赵思贤。